# خويا دي سيرين
خويا دي سيرين (بالإسبانية: Joya de Cerén أو Jewel of Cerén)‏ موقع أثري في مقاطعة لا ليبرتاد، بالسلفادور، ويضم قرية زراعية. يقع موقع خويا دي سيرين في وادي Zapotitán، على بعد 36 كيلومترًا شمال غرب سان سلفادور. غالبًا ما يشار إليها باسم " بومبي الأمريكتين "، مقارنةً بالأطلال الرومانية القديمة الشهيرة.